# Beijinglu (häradshuvudort i Kina, Xinjiang Uygur Zizhiqu, lat 43,83, long 87,58)
Beijinglu (kinesiska: 北京路, 新市, 新市区) är en häradshuvudort i Kina. Den ligger i den autonoma regionen Xinjiang, i den nordvästra delen av landet, nära eller i regionhuvudstaden Ürümqi. Antalet invånare är 730 307. Befolkningen består av 347 768 kvinnor och 382 539 män. Barn under 15 år utgör 12,0 %, vuxna 15-64 år 80 %, och äldre över 65 år 7,0 %.
Runt Beijinglu är det ganska glesbefolkat, med 47 invånare per kvadratkilometer. Närmaste större samhälle är Ürümqi, 4,2 km sydost om Beijinglu. Runt Beijinglu är det i huvudsak tätbebyggt.
Genomsnittlig årsnederbörd är 314 millimeter. Den regnigaste månaden är april, med i genomsnitt 46 mm nederbörd, och den torraste är januari, med 10 mm nederbörd.